# 지구전요
《지구전요》(地球典要)는 조선 말의 실학자·대사상가인 최한기(崔漢綺)의 저서로 1857년 간행되었다.
우주계의 천체·기상(氣象)과 지구 상의 자연 및 인문 지리를 엮은 책으로, 신문화에 대한 식견과 학문이 깊은 저자가 우주 현상, 지구 상의 지리 현상을 처음으로 상술한 것으로서 13권 7책이다.
칠요(七曜)·사시(四時)·지구반경차(地球半徑差)·청몽기차(淸蒙氣差)·태양·태음·오성(五星)·교식(交食)·조석(潮汐)·지도(地度)· 천도(天度)·해륙분계(海陸分界)가 서술되었고, 각국의 지리가 상술되었으며, 끝으로 해양론(海洋論)·중서동이(中西同異) 등과 역상도(曆象圖)·제국도(諸國圖)가 있어 과학과 지리 전 분야에 걸쳐 새로운 지식을 전해주고 있다.

## 참고 자료
- 노혜정, 『지구전요』에 나타난 최한기의 지리사상